# Vivir a destiempo
Vivir a destiempo est une telenovela mexicaine diffusée entre le 25 février 2013 et le 20 septembre 2013 sur Azteca 13.

## Acteurs et personnages
- Edith González : Paula Duarte de Bermúdez
- Ramiro Fumazoni : Alejandro Monroy
- Humberto Zurita : Rogelio Bermúdez
- Andrea Noli : Sonia Duarte
- Veronica Merchant : Cristina
- Juan Manuel Bernal : Patricio Delgado
- Marta Verduzco : Carolina Duarte
- José González Márquez : Félix Delgado
- Wendy de los Cobos : Amparo Ávalos
- Víctor Huggo Martín : Salvador Chinchilla
- María Renée Prudencio : Beatriz Montenegro
- Rafael Sánchez Navarro : Martín Campos
- Carmen Madrid : Karina Gómez
- Gabriela Roel : Eleonora Campos
- Carmen Delgado : Chole
- Miriam Higareda : Berenice Delgado
- Marcela Guirado : Tania Bermúdez Duarte
- Carlos Marmen : Daniel Bermúdez Duarte
- Luciano Zacharski : Eduardo Monroy Ávalos
- German Girotti : Julio Montenegro
- Israel Amescua : Mauricio Campos
- Ivonne Zurita : Rocío Campos
- Mayra Sierra : Mirna

## Diffusion internationale
| Pays       | Chaîne             | Titre             | Série première  |
| ---------- | ------------------ | ----------------- | --------------- |
| Mexique    | Azteca 13          | Vivir a destiempo | 25 février 2013 |
| États-Unis | Azteca America     | Vivir a destiempo |                 |
| Guatemala  | Azteca Guatemala   | Vivir a destiempo |                 |
| Porto Rico | WAPA-TV            | Vivir a destiempo |                 |
| Salvador   | Canal 12           | Vivir a destiempo |                 |
| Chili      | 3TV                | Vivir a destiempo |                 |
| Venezuela  | Venevisión         | Vivir a destiempo |                 |
| Colombie   | Caracol Televisión | Vivir a destiempo |                 |
| Roumanie   | Happy Channel      |                   |                 |

### Sources
- (es) Cet article est partiellement ou en totalité issu de l’article de Wikipédia en espagnol intitulé « Vivir a destiempo » (voir la liste des auteurs).